# Petkovec Toplički
Petkovec Toplički falu Horvátországban, Varasd megyében. Közigazgatásilag Varasdfürdőhöz tartozik.

## Fekvése
Varasdtól 15 km-re délre, községközpontjától 3 km-re délnyugatra a Bednja bal partján az A4-es autópálya mellett  fekszik.

## Története
1857-ben 310, 1910-ben 448 lakosa volt. 
1920-ig  Varasd vármegye Novi Marofi járásához tartozott, majd a Szerb-Horvát Királyság része lett. 2001-ben a falunak 78 háza és 275 lakosa volt.

## Külső hivatkozások
- Varasdfürdő hivatalos oldala